# Collegiata di San Giorgio (Grauhof)

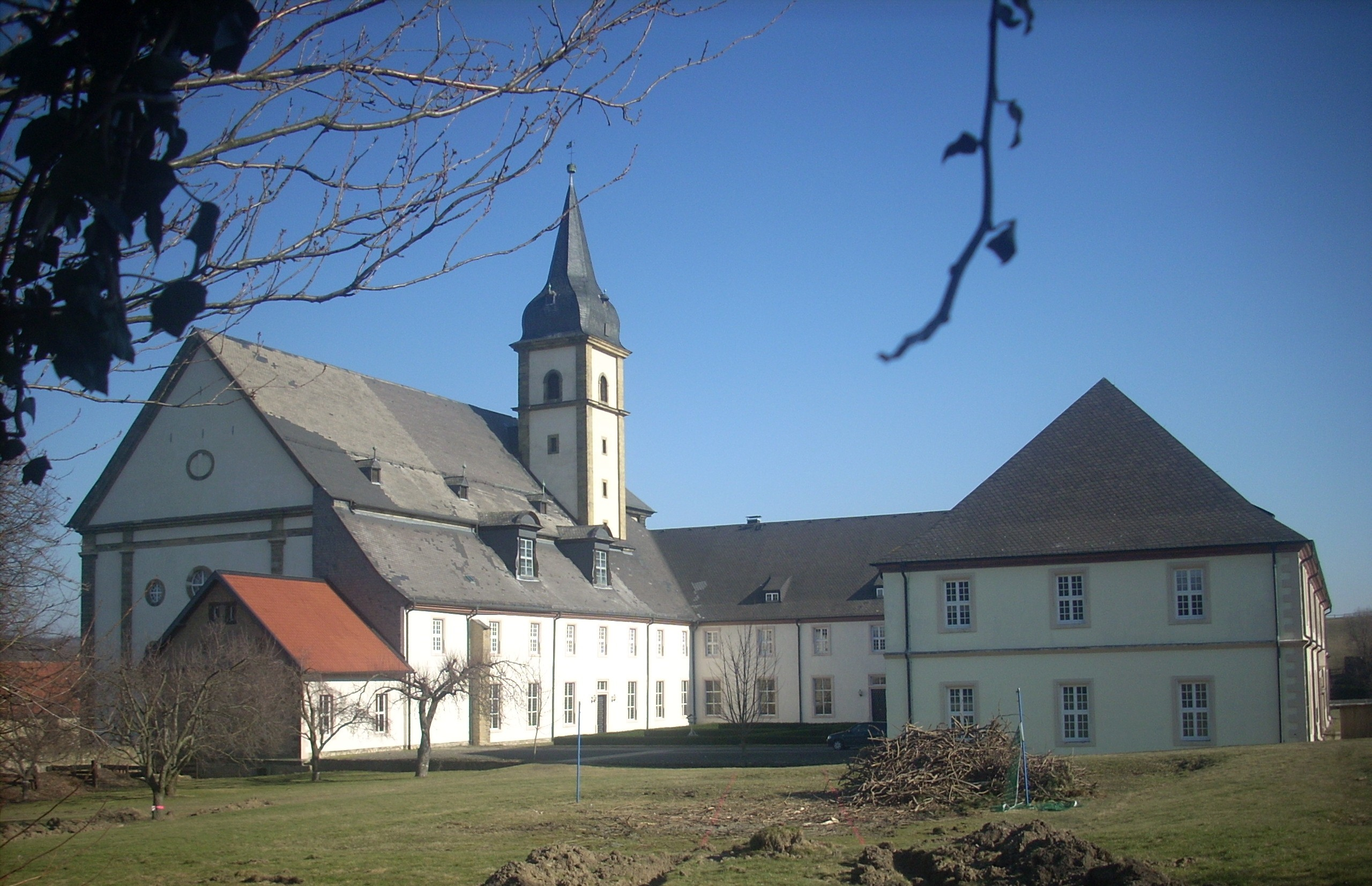
Veduta della collegiata di San Giorgio

La collegiata di San Giorgio è un'importante chiesa barocca situata a sud-est del quartiere Hahndorf di Goslar. Fa parte dell'ex monastero agostiniano di San Giorgio ed è ora gestito dalla Klosterkammer di Hannover.

## Storia
Nel 1527, laddove sorgeva il monastero agostiniano di Georgenberg nel latifondo di Grauhof, presso Goslar, venne fondato dall'ordine agostiniano la nuova collegiata di San Giorgio. Nel 1569 nel Ducato di Brunswick-Lüneburg fu attuata la Riforma luterana e nella collegiata di Grauhof fu istituita una scuola di latino. Nel 1643, quando l'Alta Diocesi di Hildesheim fu ripristinata entro i confini del 1519, la collegiata passò sotto il dominio del principe vescovo, fu ricattolicizzato e insediato con i canonici agostiniani della Congregazione di Windesheim. La chiesa divenne anche una parrocchia ufficiale per i cattolici della zona circostante. A partire dal 1701 fu costruito l'attuale complesso barocco di edifici. La collegiata fu ricostruita nel 1711-1717 su progetto del capomastro milanese Francesco Mitta e nei decenni successivi fu arredata con opere d'arte di alta qualità. Nel 1741, sotto la direzione di Johann Daniel Köppel, ricevette l'ampliamento a due piani sul lato est con sacrestia e cappella. Dopo la secolarizzazione del 1803, gli edifici e i terreni entrarono a far parte del fondo della Klosterkammer di Hannover. La chiesa è rimasta una parrocchia cattolica. Nel 2007-2009 è stato effettuato un ampio restauro con i fondi della Klosterkammer.

## Architettura
La chiesa di San Giorgio si sviluppa sul fianco settentrionale della piazza del monastero e, con la sua altezza di oltre 30 metri, svetta notevolmente sulle altre parti dell'edificio. Esternamente si presenta come una chiesa a sala a tre campate con tetto a capanna, coro rettangolare rientrante a est e torre quadrata con abbaino a punta sul lato sud. Le pareti sono strutturate con lesene in contrasto di colore, finestre circolari e ad arco. Sopra il portale si trovano tre statue di santi. L'interno è ritmato da lesene. Il livello del pavimento del coro è di diversi metri superiore a quello della navata ed è raggiungibile attraverso una scala con balaustre in marmo. Sotto il coro si trova la cripta.